# Революционный этюд (Шопен)

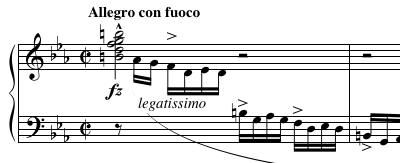
Начало революционного этюда

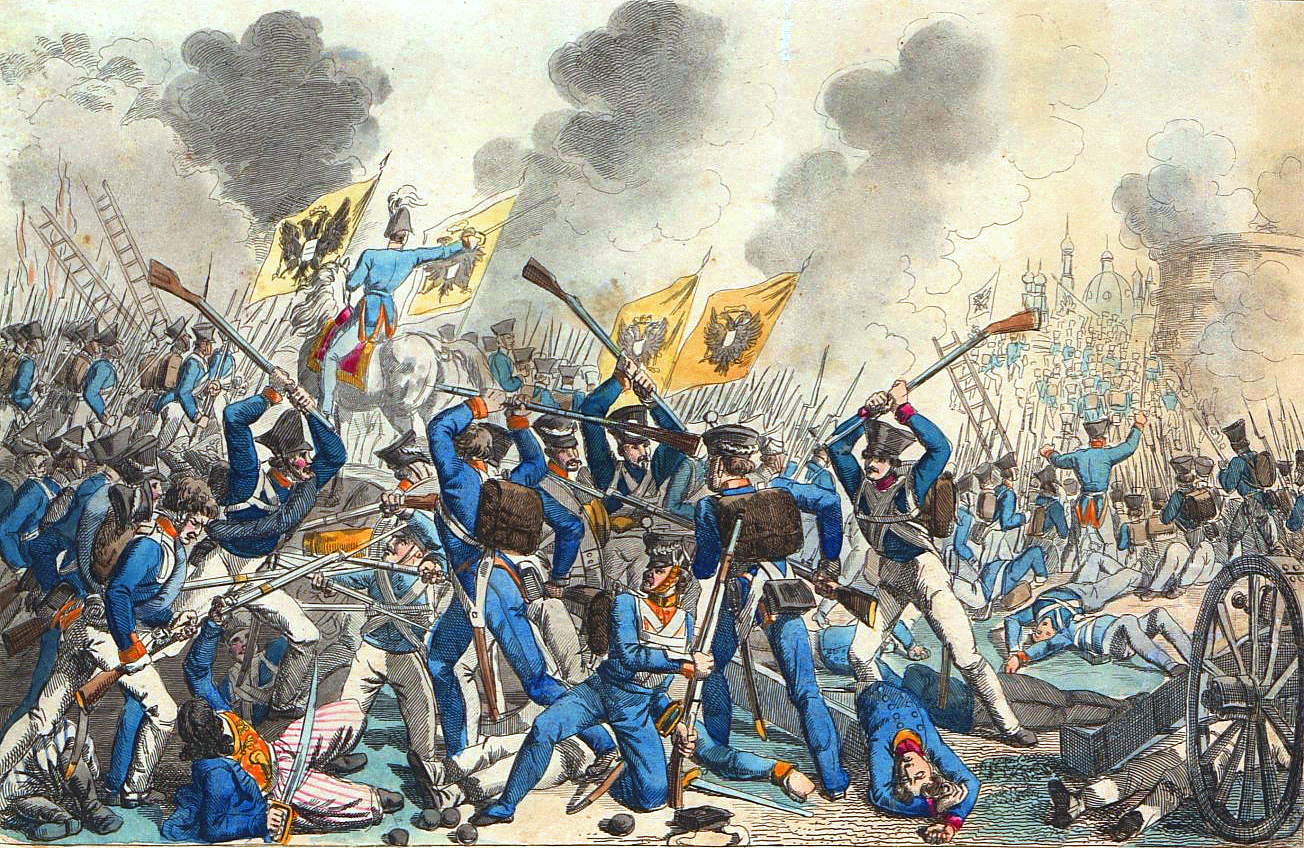
Штурм Варшавы российскими войсками в сентябре 1831 года

Революционный этюд — этюд для фортепиано до минор, сочинение 10, № 12, написанный польским композитором Фредериком Шопеном во время восстания в Польше 1830 года против русского самодержавия.

## История создания
В 1829 году Шопен решает завести специальный альбом, куда по традиции своей эпохи задумывал собирать автографы друзей. В итоге вышло так, что этот альбом стал ещё и сборником собственных записей Шопена. Альбом после смерти композитора хранился в Варшаве, позже был перевезён захватившими Польшу немцами в библиотеку Красиньских. В 1944 году вместе с другими шопеновскими документами, собранными в этой библиотеке, дневник сгорел. В настоящий момент доступна фотокопия альбома. С 14 по 21 страницы документа включают записи, которые Шопен сделал в период его нахождения в немецком Штутгарте в сентябре 1831 года. Записи в настоящее время называются «Штутгартский дневник», они появились в то время, когда композитор узнал о подавлении русскими войсками Польского восстания 1830 года и о взятии Варшавы в 1831 году. Находившийся в Штутгарте Шопен не знал о судьбе своих близких. Известие о том, что его семья и друзья не пострадали, композитор получил позже в Париже.
В своём дневнике Шопен писал в очень эмоциональном духе, допуская богохульство и желая мести Российской империи. Больше никогда он в подобном духе не писал. В сентябре 1831 года он сделал в числе прочих следующие записи:

Отец, мать, дети, всё, что мне всего дороже, где вы? — Может быть, уже на том свете?! …
Писал предыдущие страницы, ни о чём не зная, — что враг в доме — предместья разрушены — Ясь! — Вилюсь, наверное, погиб на баррикадах — Марцелия вижу в плену — благородный Совиньский в руках этих негодяев! О Боже, Ты есть! Есть и не мстишь! Или ещё недостаточно Тебе московских злодеяний — или — или же Ты сам [москаль]! …
А я здесь беспомощный — я здесь с пустыми руками — иногда лишь стону, страдаю на фортепиано — отчаяние — и что дальше? — Боже, Боже! Разверзи землю, пусть поглотит она людей этого века. Пусть терзают жесточайшие муки французов, которые не пришли нам на помощь.

В это время Шопен задумал свой Этюд до-минор, Opus 10, № 12. Этюд был написан в Париже в сентябре 1831 года. Впервые издан в Париже музыкальным издателем А. Лемуаном в июне 1833 года. Ференц Лист, которому были посвящены все 12 этюдов Opus 10, стал называть этот этюд «революционным».

## Музыка
Термин «этюд» у композиторов и музыковедов означает «упражнение». Однако в творчестве Фредерика Шопена этюд имеет иное значение, представляя собой особый музыкальный жанр. Несмотря на то, что все его этюды развивают какой-либо один тип фортепианной фактуры (октавная техника, двойные интервалы, арпеджио и другие), каждый из них представляет собой законченную пьесу, гармонически и мелодически яркую и запоминающуюся.
Начинается Революционный этюд с диссонанса — доминантсептаккорда, играемого правой рукой, после которого из среднего в низкий регистр следует пассаж, который исполняется левой рукой. Это два ключевых элемента этюда, в основе которого — пассажи (арпеджио) левой руки и аккорды в правой.
Шопен в этюде использует в мелодии ритм национального польского танца — полонеза. Этот приём создаёт как национальный характер этюда, так и патетическое настроение пьесы. За 30 лет до этого Людвиг ван Бетховен, передавая в музыке дух революционной борьбы, написал «Патетическую сонату», во вступлении первой части которой звучит тот же мотив, что и позже у Шопена, схож и ритм данных мелодических отрезков. Причём оба произведения написаны в одной тональности — до-минор.